# 2006년 서울국제실험영화페스티벌
제3회 서울국제실험영화페스티벌은 2006년 9월 1일에 열린 시상식이다.

## 수상 및 후보

### 엑스-나우
- 5×90: 소생 - Samuel Kiehoon Lee
- 나는 나 - Kathrin Resetarits
- 꿈의 문법 - 함준서
- 토끼 - Run Wrake
- 형상 vs. 배경 - Emily Vey Duke 외
- 통신적 운동: 스크린 분할 - Neil Ira Needleman
- 홍콩 쇼케이스 (사례연구) - Michael Brynntrup
- 프레임들 - Julia Barco
- 나의 행복 - Cassandra Tytler
- 급발진 - Antonin De Bemels
- 마에스트로 - Geza M. Toth
- 마지막 화음 - Zahra Poonawala
- 비트를 느끼세요 - Tuomo Kangasmaa
- 六本木 블루스 - Marina Chernikova
- 0306 - Georgia Touliatou
- 시험장치 - Michaela Schwentner
- 테러(에러) - Alfred Harth
- 꽃이 만발, 아가야 울지마 - 신현정
- 편향 - Erika Matsunami 외
- 튜브스 - Serge Stauffer
- 요소들 - Dariusz Kowalski
- 빛과 사운드 장치를 위한 입문 - 피터 체르카스키
- 프로젝터 옵스큐라 - Peter Miller
- 태초 - Roy Villevoye
- 망상증 (죽음의 계곡) - Miariam Bajtala
- 일상의 한계를 넘어서: 1부 - Deirdre Logue
- 베타 테스트 - George Drivas
- 당신이 떠난 자리 - 오준호
- 3분 - Christoph Brunner
- 짐 - Pirjetta Brander
- 제로에서 시작하는 편지 - Susan E. Kim
- 일상의 사건들 - Fumiko Matsuyama
- 신은 개다 - Patrick Carpentier
- 카사블랑카 - 김종국
- 71 - Deborah Phillips
- 만찬 - Johannes Hammel
- 옛날 옛적 파라다이스 - Broersen 외
- 바위/ 견고한 장소 - Roger Beebe
- 우리 사람들 - Ben Rivers
- 여행영화 #6, #7 - Derek Taylor
- 순간 - 김세희
- 카이저 - Kotaro Tanaka
- 스탠 리모틀리 - Stephen Ballantyne
- 여행 중 - Michel Pavlou
- 알프레드를 찾아서 - JOHAN GRiMONPReZ
- 끝없는 이야기 - Vicki Bennett
- FDBCK/AV - 붉은 깃발 - Bas van Koolwijk
- 22세기 시트콤을 위한 파일럿 - Graeme Cole
- 국기 변형 - Myriam Thyes
- 담론의 공백: 03 - Sarah Tremlett
- 유령선 - Anna Woch
- 작은 메리 - Sandra Powers
- 혁명을 위한 오디션 - Irina Adina Botea
- 서울역 - 서원태
- 빛의 탱고 - Kerry Laitala 외
- 하얀 암낙타 - Xavier  Christianens
- 비틀거리다 - Jonathan Franco
- 형광의 유혹 - 한주석
- 입자가속기2 - Didi Bruckmayr
- 대륙 이동 - William Raban
- 간섭 v0.1 - Manuel Knapp
- 무빙 파노라마 - 변재규
- 혁명가적 자질; 자아관념 - 고창민
- 크리액션 - Gabriele Serini
- 유수 - Jeff Winch
- 쿨레쇼프의 파라독스 - Allan Brown
- WS.2 - 조승호
- 초연 - Markus Ruff
- 당신도 행운을 가질 수 있습니다 - Yael Bartana
- 길의 규칙들 - Deborah Vanslet
- 노동 - Pia Antikainen
- 동물 - Marianne Männi
- 삶 - 최혜원
- 물고기 수프 - Alexej Tchernyi 외
- 나의 바리오 - Niklas Goldbach
- 테이블과 두 사람의 고뇌 - Marianne Theunissen 외
- 마켓 스트리트 - Tomonari Nishkawa
- 뉴욕은 나를 삼키고, 선인장 댄스 - Jeroen Kooijmans
- 부유 - Juha Maki-Jussila
- 도시 표면 - Gabriel Lester
- 빌라 감시 - Judith Hopf 외
- 부산광역시 수영구 광안3동 - 김숙현 외
- 풍경을 위한 팬 - Christopher Becks
- 준비하라 - Ian Helliwell
- 넘버 4 - Guido van der Werve
- 제안 - Azorro Group
- 사랑, 이전 - 한성남
- 큐. 티 - 이승환
- 자네이로 - Seppo Renvall
- 1+1=3 - Rafael
- 내부로부터 - Peter-Conrad Beyer
- 확대 - Raphael Elig

### 엑스-초이스
- 코니 아일랜드에 관하여 - Volatile Works collective
- 독일에서의 여름 - Ichiro Sueoka
- 끝없는 - Wenhua Shi
- 트랜수만자 - Ieie Marco
- 소음 - Daniel Barroca
- 흐름 - Scott Nyerges
- 바보같은 겨울의 파편들 - olivia ciummo
- 정당정치의 역습 - 김곡
- 이생규장전 - 김인웅
- 붕어빵 - 김남균
- 꽃상여 27 - 황보임
- 하루 기억 걷다 - 이상문
- 어느 추운 날, 나는 볼렉스 카메라 한 대를 발견했다. - 하병원
- 어린 소년 - 김경수
- 손은 태양을 등지고 2 - 고창수
- 결혼 피로연 - 송유진
- 우쯔에서의 시간여행 - 김혜옥
- 주변 - 알렉산더 해미드(알렉산드르 하켄슈미트)에게 경의를 표하며 - Martin Blazicek
- 일요일 오후 - 김태윤
- Seeing in the rain - 윤수인
- 소리없는 노래 - 전재홍
- 만나서 반가워 - 이채민
- 아탈로즈 - Giesele Pape
- 소멸하는 이미지들 - Yosino, Teppi
- 이것 - Guli Silberstein
- 1분의 모짜르트들 - Sixpackfilm
- 쩌든 어택 - 이영웅
- 파놉티콘 - 최규완
- 우리나라에도 백악관 - 정윤석
- 섹스 투어리즘 - Kevin Murphy
- 할리우드 블럭버스터 - 김형균
- 그녀가 범죄자였을지라도 ... - Jean-Gabriel Periot
- 바디 와우!! - 임경록
- 곤충 프로젝트 - Hung Keung
- 마리오가 영화를 만든다 - Roger Deutsch
- 2001. winter - 조영직
- 과거완료 - Franc Planas
- 표면을 위한 표면 - Daisuke  Mashimo
- 몽타주, 실험 - 임고은
- 금발을 위하여...브루네트를 위하여...그녀를 위하여...너를 위하여... - Mike Olenick
- 열쇠 - Eriko Sonoda
- 빛의 전시: 색깔 - Jud Yalkut
- 오 사랑스런 처녀 - 이윤정
- 스냅 - Philip Newcombe
- 기억의 조각을 모아서 꿈을 장식하며 잠들어요 - 홍지현
- 날개 - 배윤정
- 판도라, 사랑 그리고 나방 - 이우녕
- I & I - 김진주
- 성장통 - 반주영
- 지금 모두 다 함께 - Carol Pereira
- 젖은 테이블 - Galina Myznikova 외
- 유지 - Shelagh Fenner
- 성찬을 씻으며 - Leo Earle
- 물 속에서 - Levent Getin
- 던져짐 - Joanna Callaghan